# Hetrodes pupus
Hetrodes pupus is een rechtvleugelig insect uit de familie van de sabelsprinkhanen (Tettigoniidae). De wetenschappelijke naam van deze soort ia gepubliceerd in 1758 door Linnaeus in de tiende editie van Systema naturae. 